# Korolkî, Putîvl
Korolkî (în ucraineană Корольки) este un sat în comuna Okteabrske din raionul Putîvl, regiunea Sumî, Ucraina.

## Demografie
Componența lingvistică a localității Korolkî
     Ucraineană (61,54%)
     Rusă (38,46%)
Conform recensământului din 2001, majoritatea populației localității Korolkî era vorbitoare de ucraineană (61,54%), existând în minoritate și vorbitori de rusă (38,46%).